# 吴凌云 (义军首领)
吴凌云（？—1863年），原名吴元清，凌云为他的学名，后以学名行世。壮族，清末民变领袖。
吴凌云是新宁州（今广西壮族自治区扶绥县）渠芦村的一位富豪，曾考取过秀才功名。后因与天地会密切来往而被人告发，逮捕下狱。
1852年，吴凌云越狱回到家乡，与弟弟吴元高、吴元禄起兵造反，自称“全胜堂大将军”。周边民变首领纷纷宣称效忠于他，公推他为领袖。1861年2月17日（咸丰十一年正月初八），借着义军势力日盛以及左江地区革命形势的一片大好，吴凌云在新宁州陇罗圩正式建立地方政权“延陵国”，自称“延陵王”，铸“延陵玉玺”印，蓄发易服，封官拜爵，立三子吴亚忠为太子，封黄万年为辟疆侯，李龙长为军师（李龙长不久战死，改封梁国桢（一说谢国桢）为军师——余按），罗品光为元帅，梁国桢为大将军，邓佩锦为建武将军，邓晚为开国将军，梁谦之为护国将军，卢裕纶为水师都督，葛绍仁为陆路都督，莫晚为副都督，黄二晚、曾福臧、杨金提、黄克昌、李恩求、葛二、葛四、曾五晚等人为将军，林晚、黄天成、梁唐晋、黄如珍为正都统，林二、吴元明为副都统，黄添运、李亚喜、罗大、林大、黄大、韦体芳、吴二等人为先锋，梁茶桞等人为千长。
1862年，清军破太平府，吴凌云退往山区继续抵抗。翌年在战斗中中伏身亡。其子吴亚终继位。